# 14500 Kibo
14500 Kibo este o planetă minoră (asteroid) din centura de asteroizi. A fost descoperită pe 27 noiembrie 1995 la Observatorul Ōizumi de Takao Kobayashi și a fost numită după Kibo⁠(d). 
Obiectul prezintă o orbită caracterizată de o semiaxă mare de 2,2316305 UAi, o excentricitate de 0,1, o înclinație de 3,80488 ° în raport cu ecliptica.